# Sirmian

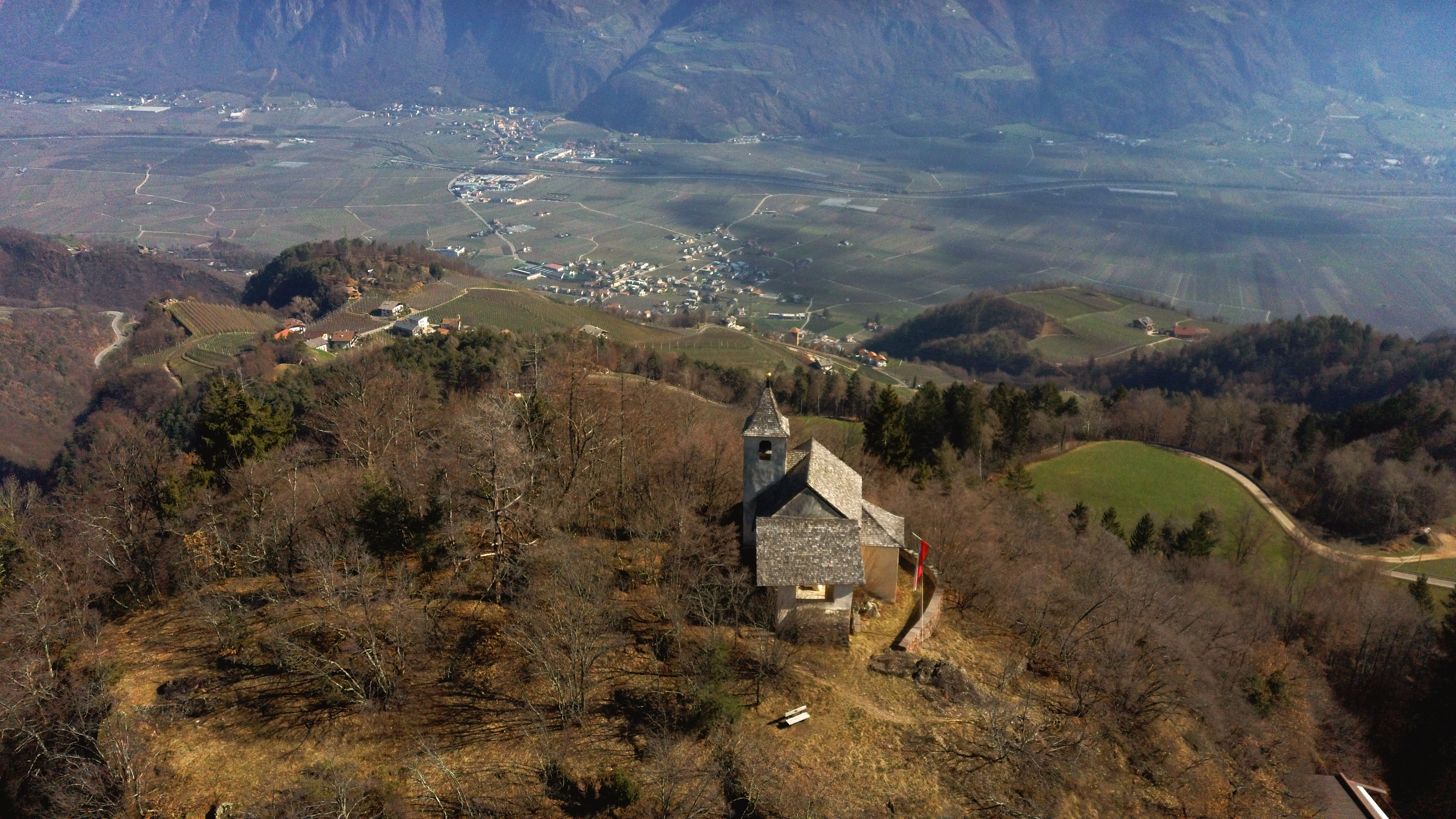
Blick über St. Apollonia und die darunterliegenden Gehöfte von Sirmian

Sirmian (italienisch Sirmiano) ist eine zur Gemeinde Nals gehörende Ortschaft im Etschtal in Südtirol. Sie nimmt auf der westlichen Talseite Mittelgebirgsterrassen in Höhenlagen von 550–1000 m ein, die sich oberhalb des Nalser Dorfzentrums zum Mendelkamm hochziehen. Die Ortschaft ist in zwei Ortslagen unterteilt: In Untersirmian befinden sich die 1843 errichtete Herz-Jesu-Kirche und die mittelalterliche Burg Payrsberg; in Obersirmian thront auf einem Hügel die romanische St.-Apollonia-Kirche.
Die älteste Nennung des Ortsnamens stammt aus dem späten 8. Jahrhundert: Paulus Diaconus zählte in seiner Historia Langobardorum eine Reihe von Festungen auf, die durch die Franken 590 n. Chr. zerstört worden waren, darunter auch das auf Sirmian zu beziehende „Sermiana“. Seit dem Spätmittelalter bildete Sirmian einen Teil (Drittel bzw. Untergemeinde) des ehemaligen Landgerichts Maienberg-Tisens. 1964 wechselte Sirmian seine Gemeindezugehörigkeit von Tisens zu Nals.
Zu den historischen Hofstellen der weitgehend rural geprägten Siedlungslandschaft zählen Talmühl, Resch, Rauch, Mair (bereits 1305 urkundlich erwähnt), Stocker, Finner, Buoch, Sattl, Ebner, Hauser, Mösen und Rainer.